# Rigler Zoltán
Rigler Zoltán (Csorna, 1958. június 14. – Budapest, 2021. február 1.) magyar vállalkozó, politikus, országgyűlési képviselő.

## Életpályája

### Iskolái
1977-ben érettségizett a győri Hild József Építőipari Szakközépiskolában. 1979-ben minősítő vizsgán építésztechnikusi oklevelet szerzett. 1997-től a Számalk-nál tanult. 1998-tól a gyöngyösi Gödöllői Agrártudományi Egyetem Mezőgazdasági Főiskolai Karán tanult.

### Pályafutása
1977–1979 között a csornai Költségvetési Üzemben előkészítő volt. 1979–1981 között Sopronban a Tan. Építőipari Váll. technikusa volt. 1981–1983 között a Csornai Városi Tanács előadója volt. 1983–1986 között a szili Tsz. ágazatvezetője volt. 1986–1996 között a Riegler Építőipari Kft. ügyvezető igazgatója volt. 1996–1998 között a Strabag Hungária Építő Rt. területi igazgatója volt. 1998-tól a Mélyépítő Budapest Kft. magasépítési igazgatója volt. 2000-től a BRS-2000 Építőipari Kft. és az RKB Építő Kft. ügyvezetője volt.

### Politikai pályafutása
1994-től a Fidesz tagja volt. 1994-ben országgyűlési képviselőjelölt volt. 1994–1998 között a Győr-Moson-Sopron Megyei Közgyűlés tagja volt. 1995-től a Fidesz Győr-Moson-Sopron megyei választmányának elnöke volt. 1996-tól a párt vállalkozói körének elnöke volt. 1998–1999 között az Informatikai és infrastruktúra-fejlesztési albizottság elnöke volt. 1998–2002 között országgyűlési képviselő (Győr-Moson-Sopron megye) volt. 1998–2002 között az Építésügyi albizottság és a Gazdasági bizottság tagja volt. 1999–2002 között az Infrastruktúra-fejlesztési albizottság elnöke volt.

## Családja
Szülei Rigler János és Kránitz Mária voltak. 1981-ben házasságot kötött Horváth Mariann-nal. Egy lányuk született: Cecília (1986–).